# 자가잉왕
자가잉왕(버마어: စစ်ကိုင်းမင်း 자가잉밍, 1784년 7월 23일 ~ 1846년 10월 15일)은 미얀마 꼰바웅 왕국의 제7대 국왕(재위 : 1819년 6월 5일 ~ 1837년 4월 15일)이다.